# Sabia campanulata
Sabia campanulata är en tvåhjärtbladig växtart. Sabia campanulata ingår i släktet Sabia och familjen Sabiaceae.

## Underarter
Arten delas in i följande underarter:
- S. c. campanulata
- S. c. metcalfiana
- S. c. ritchieae
- S. c. kingiana